# Norbello
Norbello (en sard, Norghiddu) és un municipi italià, dins de la província d'Oristany. L'any 2007 tenia 1.223 habitants. Es troba a la regió de Barigadu. Limita amb els municipis d'Abbasanta, Aidomaggiore, Borore (NU), Ghilarza i Santu Lussurgiu.

## Administració
| Període | Identitat    | Partit         |
| ------- | ------------ | -------------- |
| 2005-   | Silvio Manca | Centreesquerra |